# Żabia Wola (gmina)
Żabia Wola (daw. gmina Skuły) – gmina wiejska w województwie mazowieckim, w powiecie grodziskim 37 km od centrum Warszawy. W latach 1975–1998 gmina położona była w województwie skierniewickim.
Siedziba gminy to Żabia Wola.
Według danych z 30 czerwca 2004 gminę zamieszkiwało 6168 osób, a według spisu powszechnego z 2011 roku 7513. Natomiast według danych z 31 grudnia 2019 roku gminę zamieszkiwało 8985 osób.

## Struktura powierzchni
Według danych z roku 2005 gmina Żabia Wola ma obszar 105,61 km², w tym:
- użytki rolne: 70%
- użytki leśne: 22%

Gmina stanowi 28,79% powierzchni powiatu.

## Przyroda

### Klimat
Klimat gminy, typowy dla środkowej Polski, charakteryzuje się przenikaniem cech klimatu kontynentalnego i oceanicznego oraz znaczną zmiennością stanów pogody, zwłaszcza wiosną.
Średnia temp. roczna wynosi ok. 7,7 st. C. Najcieplejszym miesiącem jest lipiec - średnia temp. + 18,9 st. C, najzimniejszym styczeń - średnia temp. – 3,6 st. C. Liczba dni mroźnych (maksymalna temp. doby poniżej 0 st. C) waha się od 30 do 50 rocznie, dni z przymrozkami (temp. minimalna poniżej 0 st. C) od 100 do 110 dni. Jesień bywa długa i dość ciepła. Śnieg utrzymuje się 40 – 60 dni w roku. Pierwsze przymrozki notuje się w pierwszej dekadzie października, ostatnie w końcu kwietnia. Okres wegetacyjny, który tworzy doby o średniej temp. powyżej + 5 st. C, trwa 180 – 210 dni. Występują częste wiatry południowo-zachodnie z przewagą zachodnich.

### Hydrografia
Obszar gminy leży w dorzeczu Wisły, bezpośrednio w dorzeczu Bzury i jej dopływów: Pisi i Utraty. Wysoczyzna Rawska stanowi węzeł hydrograficzny, z którego biorą początek liczne rzeki, spływające promieniście we wszystkich kierunkach. Na terenie gminy znajdują się trzy ujęcia wód podziemnych w miejscowościach: Musuły, Skuły i Żelechów.

## Gospodarka
W Żabiej Woli istnieje przemysł spożywczy na który składają się liczne gospodarstwa rolne, oraz takie firmy jak Bada-Pak (bakalie, oleje, zboża, zioła) i Karczma Bukówka. Istnieje także lekki przemysł elektroniczny reprezentowany przez firmę Holdbox (dawniej Polamp Components), specjalizujący się w produkcji i imporcie komponentów techniki oświetleniowej.

## Demografia
Dane z 30 czerwca 2004:
| Opis                              | Ogółem | Ogółem | Kobiety | Kobiety | Mężczyźni | Mężczyźni |
| --------------------------------- | ------ | ------ | ------- | ------- | --------- | --------- |
| jednostka                         | osób   | %      | osób    | %       | osób      | %         |
| populacja                         | 6168   | 100    | 3107    | 50,4    | 3061      | 49,6      |
| gęstość zaludnienia (mieszk./km²) | 58,4   | 58,4   | 29,4    | 29,4    | 29        | 29        |

- Piramida wieku mieszkańców gminy Żabia Wola w 2014 roku[12].

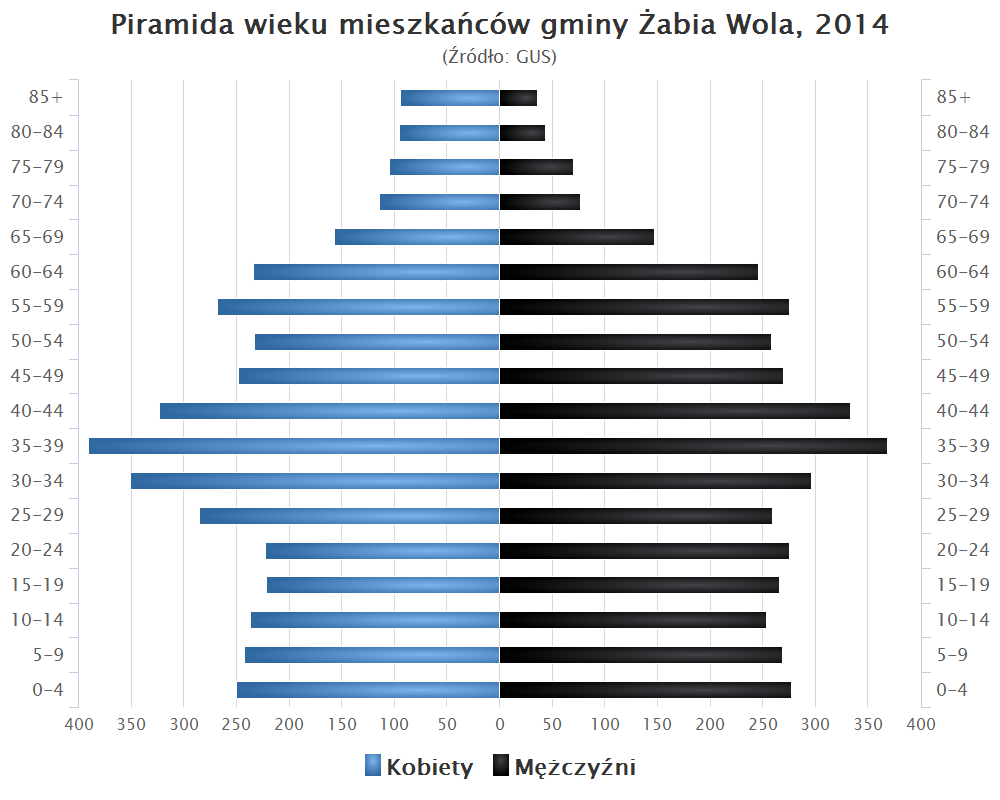

## Sołectwa
Bartoszówka, Bieniewiec, Bolesławek, Bukówka, Ciepłe, Grzegorzewice, Grzymek, Huta Żabiowolska, Jastrzębnik, Kaleń, Kaleń-Towarzystwo, Lasek, Musuły, Oddział, Ojrzanów, Ojrzanów-Towarzystwo, Osowiec, Osowiec-Parcela, Petrykozy, Pieńki Słubickie, Pieńki Zarębskie, Piotrkowice, Siestrzeń, Skuły, Słubica A, Słubica B, Słubica-Wieś, Władysławów, Wycinki Osowskie, Zaręby, Żabia Wola, Żelechów.
Miejscowości bez statusu sołectwa: Ciepłe A, Grzmiąca, Józefina, Lisówek, Ojcówek, Przeszkoda, Redlanka, Rumianka, Słubica Dobra, Stara Bukówka, Zalesie.

## Oświata
Na terenie gminy Żabia Wola funkcjonują trzy szkoły podstawowe, trzy przedszkola oraz jeden żłobek:
- Szkoła Podstawowa im. Marii Kownackiej w Skułach
- Szkoła Podstawowa im. Stefanii Dziewulskiej w Ojrzanowie[13]
- Szkoła Podstawowa im. Kawalerów Orderu Uśmiechu w Józefinie
- Gminne Przedszkole Publiczne w Żabiej Woli LEŚNA KRAINA
- Publiczne Przedszkole ŻABKA
- Publiczne Przedszkole PROMYK
- Żłobek Gminny w Żabiej Woli

## Kultura i instytucje społeczne
Na terenie gminy działa Dom Kultury w Żabiej Woli oraz Gminna Biblioteka Publiczna w Żabiej Woli. Obie placówki mają swoje filie w miejscowości Żelechów, Gmina Żabia Wola. Bezpieczeństwo lokalne wspierają  dwie jednostki Ochotniczej Straży Pożarnej (OSP): OSP Skuły oraz OSP Żelechów.

## Przyroda i turystyka
Na terenie gminy znajdują się cenne przyrodniczo obszary, takie jak Rezerwat przyrody Skulskie Dęby czy Skulski Las  oraz inne tereny chronione. Miłośnicy przyrody mogą odwiedzić również tereny rekreacyjne, takie jak m.in. Pałac Ojrzanów, Wodna Osada i Firleje.

## Sąsiednie gminy
Grodzisk Mazowiecki, Mszczonów, Pniewy, Radziejowice, Tarczyn, Nadarzyn